# Kredithandel
Kredithandel (englisch loan trading) ist im Kreditwesen der im Rahmen des Eigenhandels betriebene Handel von einzelnen Bankkrediten oder ganzen Kreditportfolios („Pakete“) zwischen Kreditinstituten oder Finanzunternehmen (Finanzinvestoren, Zweckgesellschaften, Inkassounternehmen) sowie der Handel mit Kreditrisiken als Underlying bei Kreditderivaten.

## Allgemeines
Kreditforderungen sind im Regelfall dazu bestimmt, als Bestandteil des Anlagebuchs eines Kreditinstituts vom Zeitpunkt der Krediteinräumung bis zur Kreditrückzahlung im Bestand gehalten zu werden (in der Bankbilanz: Kategorie „held to maturity“, „im Bestand bis zur Fälligkeit“). Hierbei haben die Kreditinstitute die feste Absicht und Fähigkeit, die Kredite bis zur Fälligkeit im Bestand zu halten. Das wird untermauert durch den Umstand, dass Kreditforderungen naturgemäß nicht so fungibel sind wie die in Anleihen verbrieften Forderungen. Es kann jedoch für Kreditinstitute eine Situation eintreten, in der eine höhere Fungibilität von Krediten wünschenswert erscheint. Fungibilität ist nämlich die Grundvoraussetzung für den Kredithandel. Gründe für den Kredithandel wiederum sind insbesondere die Erhöhung des Kreditrisikos beim Kreditnehmer („Nonperforming Loans“ oder notleidende Kredite), die Neustrukturierung des gesamten Kreditportfolios einer Bank oder generell die Entlastung der Bankbilanz zum Zwecke der Verbesserung der Kernkapitalquote.
Größere Konsortialkredite sind oftmals nur platzierbar, wenn sie für die teilnehmenden Konsortialbanken „aufgrund der Ausgestaltung der Abtretungsbestimmungen weitgehend fungibel sind. In den Fällen, in denen eine positive Platzierungsprognose nur bei freier Abtretbarkeit möglich ist, können Arrangeure von vornherein kein Angebot auf anderer Basis unterbreiten“. Obwohl immer wieder bezweifelt, ist die Abtretbarkeit von Kreditforderungen durch Kreditinstitute, auch an Nichtbanken, rechtlich nicht zu beanstanden.
Die Übertragung von Krediten ist ein international übliches Mittel zur Kreditrisikosteuerung in Kreditinstituten. Alleine in Deutschland belief sich das Volumen verkaufter Kredite im Zeitraum zwischen 2002 und 2007 auf 40 Mrd. €. Geht man von einem geschätzten Volumen des Kredithandels in Deutschland von 20 Mrd. € (2005) aus, so erreicht dieser gerade einmal 0,6 % des gesamten Kreditvolumens der Kreditinstitute an Nichtbanken, das im Jahre 2005 bei 3.085,2 Mrd. € lag. Dabei ist generell zwischen den sog. Nonperforming Loans und den Performing Loans zu unterscheiden.

## Nonperforming Loans und Performing Loans
Bei Nonperforming Loans (notleidende Kredite; siehe auch Zweifelhafte Forderung) handelt es sich um Kreditforderungen der Kreditinstitute, bei denen eine wesentliche Verschlechterung der Vermögensverhältnisse des Kreditnehmers und/oder der Kreditsicherheiten eingetreten ist oder einzutreten droht und deshalb ein wichtiger Grund zur fristlosen Kündigung nach § 490 Abs. 1 oder Abs. 3 BGB bzw. Nr. 26 Abs. 2 AGB-Sparkassen/Nr. 19 Abs. 3 AGB-Banken vorliegt und eine angemessene Frist zur Bestellung oder Verstärkung von Kreditsicherheiten erfolglos verstrichen ist; abzustellen ist auf eine bestehende Kündigungsmöglichkeit und nicht auf eine bereits erfolgte Kündigung. Ebenso gehören erst recht diejenigen Kredite, bei denen Zinsen und/oder Tilgung nicht mehr vertragsgemäß entrichtet werden, in die Kategorie der Nonperforming Loans. Entsprechend sind Performing Loans alle Kreditforderungen, die durch den Kreditnehmer vertragsgemäß bedient werden und bei denen kein wichtiger Kündigungsgrund vorliegt.

## Materiell-rechtliche Ausgangslage
Ausgangspunkt des Kredithandels sind die in Kreditverträgen zwischen Bank und Kreditnehmer vereinbarten Kredite. Der Kreditvertrag beinhaltet für die Vertragsparteien Rechte und Pflichten. Der Kreditnehmer ist insbesondere verpflichtet, den Kredit vertragsgemäß zu bedienen, während der Kreditgeber nach endgültiger Erledigung des Sicherungszwecks die Kreditsicherheiten freizugeben hat.
Der Vertrag über den Verkauf einer oder mehrerer Kreditforderungen beinhaltet Elemente eines Kaufvertrages und eines Abtretungsvertrages. Gegenstand des Verkaufs eines Kredits ist die im Kreditvertrag begründete Kreditforderung, die in der Bankbilanz verbucht ist. Forderungen können im Regelfall nach § 398 BGB vom Forderungsinhaber (Zedent) an einen neuen Gläubiger, den Zessionar, übertragen werden, ohne dass es dabei zu einer Veränderung des Forderungsrechts kommt. Dem Kreditnehmer stehen sämtliche Einreden, die er gegenüber dem alten Gläubiger hatte, auch gegen den neuen Gläubiger zu. Dabei gehen Nebenrechte zur Forderung, insbesondere akzessorische Kreditsicherheiten, nach § 401 BGB auf den Zessionar mit über. Diese Abtretung ist die Erfüllung der im Kaufvertrag eingegangenen Verkaufspflichten. Als Gegenleistung für die übertragene Forderung zahlt der Zessionar an den Zedenten den verabredeten Gegenwert, der bestenfalls 100 % der abgetretenen Forderung betragen kann. Diese Zahlung gilt ebenso als Kaufvertrag, da sie als Gegenleistung zur übertragenen Forderung zu qualifizieren ist.
Der Gesetzgeber hatte sich ursprünglich für die grundsätzliche Fungibilität von Forderungen entschieden. Diese Wertung ergibt sich bereits aus dem Wortlaut des § 399 BGB, der nur für den Ausnahmefall den Ausschluss der Abtretbarkeit einer Forderung vorsieht. Damit ist das BGB vom Leitgedanken der Verkehrsfähigkeit von Forderungen geprägt. Dieses Ergebnis wird durch die Regelung des § 354a Abs. 1 HGB ebenfalls gestützt, der die in § 399 BGB getroffene Wertung noch verstärkt. § 401 BGB verlangt im Falle der Abtretung den Übergang von Nebenrechten, § 402 BGB gestattet und gebietet darüber hinaus die Weitergabe der erforderlichen Informationen. Kredite sind mithin generell abtretbar, sofern eine Abtretung nicht explizit im Vertrag oder durch Gesetz ausgeschlossen ist.

## Bankaufsichtsrechtliche Perspektive
Das gewerbliche Kreditgeschäft der Kreditinstitute ist Bankgeschäft im Sinne des § 1 Abs. 1 Nr. 2 KWG. Aus dieser rein aufsichtsrechtlichen Norm kann zivilrechtlich nicht etwa abgeleitet werden, dass Kredite nur durch Kreditinstitute gewährt werden dürften oder dass hierdurch einzelne Kreditnehmer oder Verbraucher besonders geschützt würden. Das BaKred hat als Rechtsvorgängerin des BaFin am 19. März 1997 zur Übertragung von Kreditforderungen im Rahmen von ABS-Transaktionen mit seinem Rundschreiben 4/97 Stellung genommen. Danach ist die Übertragung einer Kreditforderung nicht mehr mit Eigenkapital zu unterlegen, soweit hiermit ein Risikotransfer für das übertragende Kreditinstitut verbunden ist, insbesondere ein rechtswirksamer Forderungsübergang an eine Zweckgesellschaft ohne Regressmöglichkeit erfolgt und der Verkäufer der Forderungen nicht das Risiko eines Underwriters trägt. Damit hatte die BaFin auch aufsichtsrechtlich den Weg für den Verkauf von Kreditforderungen durch Kreditinstitute geebnet.

## Situation des Schuldners
Generell wird der Schuldner bei einer Forderungsabtretung nicht beteiligt, sodass er deswegen jedenfalls nicht benachteiligt werden soll. Seine Einwände gegen den Zedenten kann er auch gegen den Zessionar geltend machen (§ 404 BGB). Vor stillen Abtretungen wird der Schuldner geschützt, indem er befreiend an den Zedenten leisten darf (§ 407 BGB) oder bei Doppelabtretung an den ihm bekannten Scheingläubiger (§ 408 BGB). Ebenso kann sich der Schuldner auf eine Anzeige verlassen (§ 409 BGB). Allerdings wird nur der gutgläubige Schuldner geschützt (§ 407 Abs. 1 BGB letzter Teilsatz).
Aus diesen Gründen war der Kreditschuldner durch Abtretung von Kreditforderungen relativ gering geschützt und konnte sich nicht wehren, wenn sein Kredit von dem ursprünglich kreditgewährenden Institut auf ein anderes Institut übertragen wurde. Der geringe Rechtsschutz des Schuldners bei einer Abtretung wurde damit begründet, dass die Abtretung einen Rechtsübergang bedeutet, der dem Zessionar nicht mehr – aber auch nicht weniger – Rechte einräumt als der bisherige Zedent selbst gehabt hat. Eine Ausnahme hiervon bildete die Abtretung von grundschuldgesicherten Krediten, bei denen die Sicherungszweckerklärung nicht ohne weiteres vom Zessionar zu beachten war. Der Kreditschuldner brauchte im Regelfall auch nicht um Zustimmung zur Abtretung gebeten zu werden, da mit der Abtretung des Kredits keine Änderung der Kreditforderung verbunden ist. Entsprechend liberal waren Kreditverträge oder AGB im Hinblick auf die mögliche Abtretbarkeit gestaltet, zumal das Schuldrecht des BGB (hierin sind sowohl Kaufvertrag, Abtretung als auch Darlehensvertrag geregelt) als disponibles Recht den Vertragsparteien bei der Abtretung weitgehende Vertragsfreiheit zugesteht. Das Abtretungsrecht sah eine Mitwirkung des Kreditnehmers nur in Ausnahmefällen vor, nämlich in den seltenen Fällen des eingeschränkten Abtretungsausschlusses (eine Abtretbarkeit wird von der Einhaltung der durch den Drittschuldner ausgesprochenen Zustimmungs-, Anzeige- und Formerfordernisse abhängig gemacht).

## Abtretungshindernisse

### Abtretungsverbot und eingeschränkter Abtretungsausschluss
Beinhalten Kreditverträge ein ausdrückliches Abtretungsverbot nach § 399 (2. Alt.) BGB, so wäre eine dennoch vorgenommene Abtretung der Kreditforderung nach § 134 BGB wegen Verstoßes gegen ein gesetzliches Verbot nichtig. Abtretungsverbote sind in den Kreditverträgen ausdrücklich enthaltene Passagen, wonach eine Abtretung der Kreditforderungen und/oder anderer Ansprüche aus einem Kreditvertrag dem Kreditinstitut untersagt ist. Ein derartiges Abtretungsverbot führt zur Nichtigkeit von dennoch vorgenommenen Abtretungen (§ 134 BGB).
Wird in Kreditverträgen die Abtretbarkeit der Kreditforderungen von der Zustimmung des Kreditnehmers oder besonderen Anzeige- oder Formerfordernissen abhängig gemacht, so kann dieser eingeschränkte Abtretungsausschluss durch Erfüllung dieser Erfordernisse beseitigt werden. Der Schuldner darf dabei seine Zustimmung zur Abtretung nicht „unbillig“ verweigern, wenn ein schutzwürdiges Interesse am Abtretungsverbot nicht (mehr) besteht oder die berechtigten Belange des Gläubigers an der Abtretbarkeit überwiegen.

### Bankgeheimnis und Datenschutz
Lange Zeit galten bei der Abtretung von Kreditforderungen das Bankgeheimnis und das Bundesdatenschutzgesetz als Abtretungshindernis. Die AGB-Sparkassen sehen in Nr. 9/AGB-Banken in Nr. 11 (Abtretung, Transfer) ausdrücklich vor, dass sie für Refinanzierungs- oder Risikozwecke Kredite an Dritte abtreten dürfen. Dabei befreit Nr. 13 AGB-Sparkassen ausdrücklich vom Bankgeheimnis für den Fall der Abtretung.

#### Urteile des BGH
Am 27. Februar 2007 hatte der BGH entschieden, dass das Bankgeheimnis rein schuldrechtlichen Charakter besitze, woraus kein dinglich wirkendes Abtretungsverbot folge. Aus § 402 BGB sei der Zedent verpflichtet, dem Zessionar die zur Geltendmachung der Forderung nötigen Auskünfte zu erteilen. Ein hiermit verbundener Verstoß gegen die Verschwiegenheitspflicht könne jedoch lediglich auf schuldrechtlicher Ebene eine Schadensersatzpflicht aus § 280 Abs. 1 BGB in Verbindung mit § 241 Abs. 2 BGB auslösen, berühre jedoch die Wirksamkeit des dinglichen Verfügungsgeschäfts der Forderungsabtretung nicht. Das Verhältnis zwischen Datenschutz und Bankgeheimnis werde maßgeblich von § 1 Abs. 3 Satz 2 BDSG bestimmt. Danach bleibe die Verpflichtung zur Wahrung von Berufsgeheimnissen, die nicht auf gesetzlichen Vorschriften beruhten, von den Bestimmungen des Bundesdatenschutzgesetzes unberührt. Dies bedeute nicht nur, dass Datenschutz und Bankgeheimnis nebeneinander gelten, sondern auch, dass das Datenschutzrecht im Verhältnis zum Bankgeheimnis als Berufsgeheimnis eine Auffangfunktion habe. Auch bei öffentlich-rechtlichen Sparkassen stehe das Bankgeheimnis einer Abtretung nicht entgegen, da das Bankgeheimnis kein vom Strafrecht geschütztes Geheimnis sei. Die Verfassungsbeschwerde gegen das Urteil des BGH vom 27. Februar 2007 ist vom Bundesverfassungsgericht wegen fehlender Erfolgsaussicht nicht angenommen worden.
Vor diesem Hintergrund begannen Kreditinstitute in Deutschland – bestärkt durch die abtretungsfreundliche Rechtsprechung – mit einem intensiveren Verkauf von Kreditforderungen ab dem Jahr 2002. Die im Januar 2007 in Deutschland in Kraft getretene SolvV hat den Zwang für Kreditinstitute, erhöhte Kreditrisiken zu vermeiden oder gar abzubauen, aufsichtsrechtlich noch verstärkt. Um den gesetzlichen Anforderungen zu genügen, kann der Abbau höherer Kreditrisiken durch Verstärkung von Kreditsicherheiten, Credit Default Swaps oder Kreditverkauf erreicht werden. Aus dieser Perspektive ist der Kreditverkauf eine Alternative im Prozess der Risikominimierung bei Kreditinstituten.

## Risikobegrenzungsgesetz
Wegen dieser für Kreditnehmer insgesamt ungünstigen Rechtslage wurde am 27. Juni 2008 ein Risikobegrenzungsgesetz verabschiedet. In diesem Artikel werden lediglich die abtretungsrelevanten Teile des Risikobegrenzungsgesetzes behandelt. Bei der Abtretung von Kreditforderungen sind nunmehr durch die Vertragspartner zahlreiche Besonderheiten zu beachten.

### Kredite an natürliche Personen
Nach § 309 Nr. 10 BGB sind Klauseln in Kreditverträgen oder AGB unwirksam, die einen Wechsel des Kreditinstituts ermöglichen, es sei denn, der neue Gläubiger wird namentlich benannt oder es bleibt dem Kreditnehmer vorbehalten, sich bei einem Wechsel des Vertragspartners durch Sonderkündigungsrechte vom Kreditvertrag zu lösen. Kreditinstitute sind nunmehr bei Immobiliardarlehensverträgen verpflichtet, den Kreditnehmer, der Verbraucher sein muss, vor Vertragsabschluss mit einem deutlichen Hinweis über die zustimmungsfreie Abtretbarkeit zu informieren (§ 492 Abs. 1a Satz 3 BGB). Kommt es dann zur Abtretung, muss der Kreditnehmer unverzüglich darüber unterrichtet werden (§ 496 Abs. 2 BGB), es sei denn, es handelt sich um eine stille Abtretung. Der neue Gläubiger erwirbt grundschuldbesicherte Kredite nicht mehr gutgläubig und einredefrei und muss sich deshalb die bestehende Sicherungsabrede nach § 1192 Abs. 1a BGB entgegenhalten lassen. Dabei ist die Grundschuld erst nach vorheriger sechsmonatiger Kündigungsfrist zu kündigen, bevor sie fällig wird (§ 1193 Abs. 1 Satz 1 und 3 BGB), abweichende vertragliche Vereinbarungen sind nicht mehr möglich (§ 1193 Abs. 2 Satz 2 BGB). Nach § 799a ZPO hat der Schuldner im Falle einer unzulässigen Zwangsvollstreckung durch den neuen Gläubiger Anspruch auf Schadensersatz.

### Kredite an Unternehmen
Unternehmen haben gemäß § 354a Abs. 2 HGB die Möglichkeit, mit ihren Kreditinstituten Darlehensverträge zu schließen und dabei ein Abtretungsverbot zu vereinbaren. Der neu geschaffene § 354a Abs. 2 HGB erklärt dazu Abs. 1 für nicht anwendbar, wenn es sich eine Forderung aus einem Darlehensvertrag handelt, deren Gläubiger ein Kreditinstitut ist. Danach ist bei gewerblichen Krediten eine trotz Abtretungsverbots durch Kreditinstitute dennoch vorgenommene Abtretung dinglich nicht mehr wirksam. Bei Konsortialkrediten, die von der Abtretbarkeit der Kreditforderung als Regelfall ausgehen, kann dieses Abtretungsverbot die Syndizierung derartiger Kredite erschweren oder ganz unmöglich machen. Häufig wird bereits im Kreditvertrag, insbesondere bei Konsortialkrediten vereinbart, dass ein Verkauf der Forderung möglich oder vorgesehen ist. Man spricht dann von Transferable Loan Facilities.

### Missbrauch
Die Regelungen des Risikobegrenzungsgesetzes sind weitgehend nicht abdingbar, können also durch die beteiligten Vertragsparteien nicht einzelvertraglich abgeändert werden. Wird etwa trotz vertragsgemäßer Bedienung bei Immobilienkrediten durch den neuen Gläubiger in die betroffenen Wohnimmobilien vollstreckt, war der Schuldner bereits vor der gesetzlichen Neuregelung ausreichend geschützt. Die gesetzliche Neuregelung durch das Risikobegrenzungsgesetz hat hier jedoch zu einem weitergehenden Schutz des Schuldners beigetragen. Der Grundstückseigentümer, der sich nach Übergang der Darlehensforderung auf einen Dritten der unberechtigten Zwangsvollstreckung aus einer vollstreckbaren Urkunde (gemäß § 794 Abs. 1 Nr. 5 ZPO) ausgesetzt sieht, hat nun gemäß § 799a ZPO einen verschuldensunabhängigen Anspruch auf Schadensersatz gegen denjenigen, der die Vollstreckung betreibt. Gegen eine unberechtigte Zwangsvollstreckungsmaßnahme konnte sich der Kreditnehmer bzw. der Eigentümer auch bisher bereits mit einer Vollstreckungsabwehrklage gemäß § 767 ZPO zur Wehr setzen. Bis zum Erlass eines Urteils kann der Zwangsvollstreckungsschuldner zudem einen Antrag auf einstweilige Einstellung der Vollstreckung stellen.

## Verfahren bei der Abtretung
Wichtigste formale Voraussetzung für eine Übertragung von Krediten ist deren Abtretbarkeit. Um Kredite künftig etwa im Rahmen des Kredithandels an andere Kreditgeber übertragen zu können, sind in den Kreditverträgen so genannte Abtretungsklauseln enthalten.
Bevor es zur Abtretung kommt, wird bei Kreditinstituten die Art von Krediten und Kreditnehmern identifiziert, die übertragen werden sollen (Nonperforming oder Performing loans, Konsumkredite, Immobilienfinanzierungen, Firmenkredite usw.). Dann werden die betroffenen Kreditverträge auf ihre Abtretbarkeit unter besonderer Berücksichtigung des Risikobegrenzungsgesetzes geprüft. Werden die vertraglichen und gesetzlichen Voraussetzungen bei einer Abtretung erfüllt, stellt sich die Frage nach dem Erwerber der Kreditforderungen.
Neben dem Kredithandel unter Banken hat die Bankpraxis insbesondere zwei Alternativen des Kredithandels entwickelt. Bei größeren Kreditpaketen mit mehreren Krediten wird überwiegend der Weg der Ausgliederung oder Abspaltung auf eine eigens hierfür gegründete Zweckgesellschaft gewählt (§ 123 Abs. 2 und 3 UmwG). Im Wege der (partiellen) Gesamtrechtsnachfolge kann dann diese Zweckgesellschaft Forderungsinhaberin der zu übertragenen Kreditpakete werden. Die Anteile der neu gegründeten Gesellschaften werden wiederum an Dritte verkauft, die sich durch „Asset backed securities“ (ABS) auf dem Kapitalmarkt mit Hilfe von Schuldverschreibungen (securities) refinanzieren, die durch bestimmte Vermögenswerte (assets) gesichert sind (backed), nämlich Kreditforderungen. Das Finanzmarktstabilisierungsfondsgesetz in der Fassung vom 23. Juli 2009, welches „toxische Kredite“ im Rahmen der Finanzmarktkrise behandelt, geht ebenfalls davon aus, dass diese Forderungen in Zweckgesellschaften oder bundes- oder landesrechtliche Abwicklungsanstalten übertragen werden.
Als weitere Handelspartner kommen Finanzinvestoren wie etwa LoneStar oder Investmentbanken in Betracht. Bei einer Investmentbank wird das Paket dabei in der Regel nur „geparkt“. Oftmals erfolgt auch die Veräußerung an ein Special Purpose Vehicle zu Verbriefungszwecken.
Inkassounternehmen werden als neue Gläubiger gewählt, wenn es um die Übertragung von Nonperforming loans geht. Sie sind darauf spezialisiert, insbesondere zweifelhafte Forderungen einzutreiben. Weder die Zweckgesellschaften noch die Inkassogesellschaften sind Kreditinstitute, so dass bankaufsichtsrechtliche Regelungen hier nicht greifen. Mit dem Risikobegrenzungsgesetz wurden jedoch zivilrechtliche Schutzwirkungen geschaffen, die die Kreditinstitute bei der Abtretung von Kreditforderungen zu beachten haben.

## Ausblick
Das Risikobegrenzungsgesetz hat nach Meinung der damaligen Bundesregierung wesentliche Lücken im Verbraucherschutz bei der Abtretung von Krediten geschlossen. Die jetzige Bundesregierung erwägt zusätzlich, den Adressatenkreis der Abtretungen durch Genehmigungspflicht einzuschränken, wenn Nichtbanken als neue Gläubiger vorgesehen sind. „Eine Abtretung der Darlehensforderung oder die Übertragung des Kreditverhältnisses an ein Unternehmen ohne Banklizenz wird daher zukünftig nur bei Genehmigung des Darlehensnehmers wirksam sein“. Für Nonperforming Loans, bei denen Kreditnehmer ihren Kreditverpflichtungen nicht vertragsgemäß nachkommen, wird diese Privilegierung allerdings nicht gelten; die neuen Regelungen sollen nur Kreditnehmern zugutekommen, die ihre Schulden vertragsgemäß bedienen. Notleidende Kredite dürfen demnach weiterhin an Nichtbanken verkauft werden.

## International
Übertragbare Kreditverträge (englisch Transferable Loan Facilities) gibt es insbesondere im internationalen Kreditverkehr, wo die Kreditverträge meistens eine Klausel enthalten, durch die eine Übertragbarkeit ausdrücklich zulässig ist. Dabei handelt es sich um die Abtretungsklausel (englisch Transfer Clause oder englisch Assignment Clause), die einen Bestandteil der Muster-Kreditverträge der Loan Market Association (LMA) darstellt. Sie ermöglicht dem Kreditgeber die Übertragung des Kredits im Wege der Abtretung (englisch Transfer oder englisch Assignment) auf einen neuen Gläubiger, der in alle Rechte und Pflichten anstelle des alten Gläubigers eintritt. Die Abtretungsklausel kann dahingehend gestaltet werden, dass der Kreditnehmer einer Abtretung zustimmen muss. Der Käufer einer solchen Kreditforderung erwirbt durch die Abtretungsklausel unmittelbare Rechte und Pflichten gegenüber dem Kreditnehmer aus dem Kreditvertrag, während der Verkäufer nach Übertragung nicht mehr beteiligt ist.